# Uruguay op het wereldkampioenschap voetbal 2018
Uruguay was een van de deelnemende landen aan het wereldkampioenschap voetbal 2018 in Rusland. Het was de dertiende deelname voor het land. Uruguay bereikte de kwartfinales, waarin het het werd uitgeschakeld door Frankrijk

## Kwalificatie

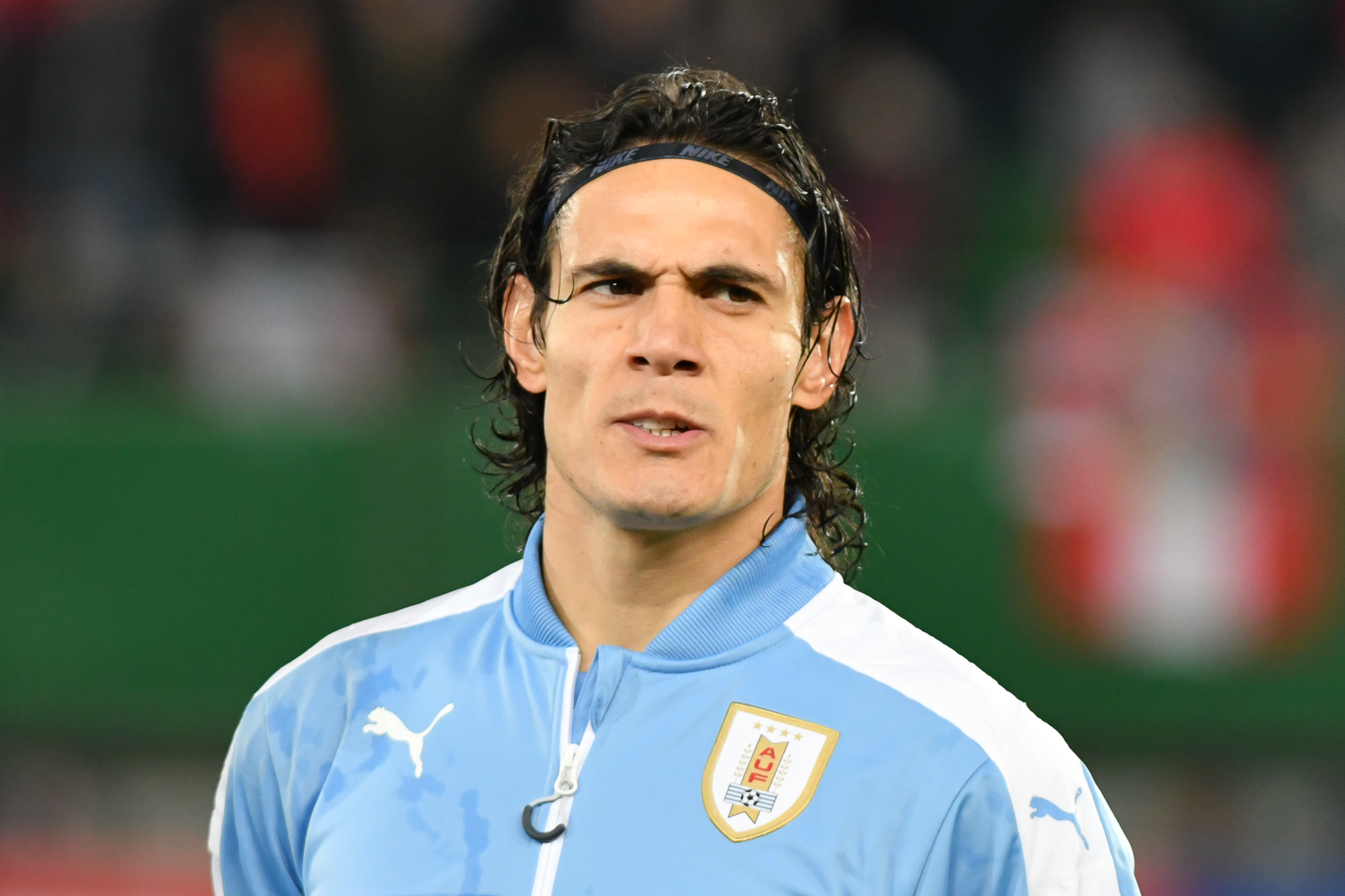
Edinson Cavani scoorde tien keer tijdens de kwalificatiecampagne.

Uruguay begon onder bondscoach Oscar Tabárez uitstekend aan de kwalificatiecampagne. Het land nam in 2015 met twee zeges zonder tegendoelpunt, tegen Bolivia en Colombia, meteen de leiding in het klassement. Ook nadien bleef het land regelmatig presteren, waardoor het nooit uit de top vier viel. Door de sportieve wederopstanding van Brazilië moest Uruguay vanaf oktober 2016 wel de leidersplaats definitief uit handen geven. In maart 2017 kwamen de Brazilianen ook met 1–4 winnen in Uruguay. Het was de enige thuiswedstrijd die Uruguay verloor tijdens de kwalificatiecampagne.
Terwijl Brazilië zijn voorsprong op de rest vergrootte, streed Uruguay met Argentinië, Colombia, Chili en Peru om de overige drie WK-tickets. Uruguay kon zich op 5 oktober 2017 al verzekeren van de kwalificatie, maar raakte niet verder dan een scoreloos gelijkspel tegen Venezuela. Op de slotspeeldag maakte Uruguay het voor eigen supporters af door met 4–2 te winnen van Bolivia.

### Kwalificatieduels
| 8 oktober 2015   | Bolivia    | 0 – 2 | Uruguay    |
| 13 oktober 2015  | Uruguay    | 3 – 0 | Colombia   |
| 12 november 2015 | Ecuador    | 2 – 1 | Uruguay    |
| 17 november 2015 | Uruguay    | 3 – 0 | Argentinië |
| 25 maart 2016    | Brazilië   | 2 – 2 | Uruguay    |
| 29 maart 2016    | Uruguay    | 1 – 0 | Peru       |
| 1 september 2016 | Argentinië | 1 – 0 | Uruguay    |
| 6 september 2016 | Uruguay    | 4 – 0 | Paraguay   |
| 6 oktober 2016   | Uruguay    | 3 – 0 | Venezuela  |
| 11 oktober 2016  | Colombia   | 2 – 2 | Uruguay    |
| 10 november 2016 | Uruguay    | 2 – 1 | Ecuador    |
| 15 november 2016 | Chili      | 3 – 1 | Uruguay    |
| 23 maart 2017    | Uruguay    | 1 – 4 | Brazilië   |
| 28 maart 2017    | Peru       | 2 – 1 | Uruguay    |
| 31 augustus 2017 | Uruguay    | 0 – 0 | Argentinië |
| 5 september 2017 | Paraguay   | 1 – 2 | Uruguay    |
| 5 oktober 2017   | Venezuela  | 0 – 0 | Uruguay    |
| 10 oktober 2017  | Uruguay    | 4 – 2 | Bolivia    |

### Eindstand CONMEBOL
| Nr. | Land       | GW | W  | G | V  | DV | DT | DS  | Pnt. |
| --- | ---------- | -- | -- | - | -- | -- | -- | --- | ---- |
| 1   | Brazilië   | 18 | 12 | 5 | 1  | 41 | 11 | +30 | 41   |
| 2   | Uruguay    | 18 | 9  | 4 | 5  | 32 | 20 | +12 | 31   |
| 3   | Argentinië | 18 | 7  | 7 | 4  | 19 | 16 | +3  | 28   |
| 4   | Colombia   | 18 | 7  | 6 | 5  | 21 | 19 | +2  | 27   |
| 5   | Peru       | 18 | 7  | 5 | 6  | 27 | 26 | +1  | 26   |
| 6   | Chili      | 18 | 8  | 2 | 8  | 26 | 27 | –1  | 26   |
| 7   | Paraguay   | 18 | 7  | 3 | 8  | 19 | 25 | –6  | 24   |
| 8   | Ecuador    | 18 | 6  | 2 | 10 | 26 | 29 | –3  | 20   |
| 9   | Bolivia    | 18 | 4  | 2 | 12 | 16 | 38 | –22 | 14   |
| 10  | Venezuela  | 18 | 2  | 6 | 10 | 19 | 35 | –16 | 12   |

## WK-voorbereiding

### Wedstrijden
|                                                   |       |       |         |                                                                             |
| 10 november 2017 «onderlinge duels» 20:45 (UTC+1) | Polen | 0 – 0 | Uruguay | Nationaal Stadion, Warschau Toeschouwers: 56.147 Scheidsrechter: István Vad |
| 10 november 2017 «onderlinge duels» 20:45 (UTC+1) |       |       |         | Nationaal Stadion, Warschau Toeschouwers: 56.147 Scheidsrechter: István Vad |

|                                                   |                        |       |            |                                                                              |
| 14 november 2017 «onderlinge duels» 20:45 (UTC+1) | Oostenrijk             | 2 – 1 | Uruguay    | Ernst Happelstadion, Wenen Toeschouwers: 11.700 Scheidsrechter: Tamás Bognár |
| 14 november 2017 «onderlinge duels» 20:45 (UTC+1) | Sabitzer 5' Schaub 87' |       | 10' Cavani | Ernst Happelstadion, Wenen Toeschouwers: 11.700 Scheidsrechter: Tamás Bognár |

|                                                |                              |       |          |                                                                                           |
| 23 maart 2018 «onderlinge duels» 19:35 (UTC+8) | Uruguay                      | 2 – 0 | Tsjechië | Guangxi Sportcenter, Nanning (China) Toeschouwers: 22.757 Scheidsrechter: Saoud Al Athbah |
| 23 maart 2018 «onderlinge duels» 19:35 (UTC+8) | Suárez 10' (pen.) Cavani 37' |       |          | Guangxi Sportcenter, Nanning (China) Toeschouwers: 22.757 Scheidsrechter: Saoud Al Athbah |

|                                                |            |       |       |                                                                                               |
| 26 maart 2018 «onderlinge duels» 19:35 (UTC+8) | Uruguay    | 1 – 0 | Wales | Guangxi Sportcenter, Nanning (China) Toeschouwers: 41.056 Scheidsrechter: Salman Ahmad Falahi |
| 26 maart 2018 «onderlinge duels» 19:35 (UTC+8) | Cavani 49' |       |       | Guangxi Sportcenter, Nanning (China) Toeschouwers: 41.056 Scheidsrechter: Salman Ahmad Falahi |

|                                              |                                                 |       |             |                                                                                   |
| 7 juni 2018 «onderlinge duels» 20:10 (UTC−3) | Uruguay                                         | 3 – 0 | Oezbekistan | Estadio Centenario, Montevideo Toeschouwers: 60.000 Scheidsrechter: Raphael Claus |
| 7 juni 2018 «onderlinge duels» 20:10 (UTC−3) | De Arrascaeta 32' Suárez 54' (pen.) Giménez 73' |       |             | Estadio Centenario, Montevideo Toeschouwers: 60.000 Scheidsrechter: Raphael Claus |

## Het wereldkampioenschap
Op 1 december 2017 werd er geloot voor de groepsfase van het Wereldkampioenschap voetbal 2018. Uruguay werd samen met gastland Rusland, Egypte en Saoedi-Arabië ondergebracht in groep A, en kreeg daardoor Jekaterinenburg, Rostov aan de Don en Samara als speelsteden.

### Selectie en statistieken
| Nr. | Naam                   | Geboortedatum | GW |   |   |   |   |   |   | Club                | Positie(s) |
| --- | ---------------------- | ------------- | -- | - | - | - | - | - | - | ------------------- | ---------- |
| 1   | Fernando Muslera       | 16-06-1986    | 5  | 0 | 0 | 0 | 0 | 0 | 0 | Galatasaray SK      | GK         |
| 2   | José María Giménez     | 20-01-1995    | 4  | 1 | 0 | 0 | 0 | 0 | 0 | Atlético Madrid     | VD         |
| 3   | Diego Godín            | 16-02-1986    | 5  | 0 | 0 | 0 | 0 | 0 | 0 | Atlético Madrid     | VD         |
| 4   | Guillermo Varela       | 24-03-1993    | 2  | 0 | 0 | 0 | 0 | 0 | 0 | CA Peñarol          | VD         |
| 5   | Carlos Sánchez         | 02-12-1984    | 3  | 0 | 0 | 0 | 0 | 2 | 1 | CF Monterrey        | MV         |
| 6   | Rodrigo Bentancur      | 25-06-1997    | 5  | 0 | 2 | 0 | 0 | 0 | 3 | Juventus FC         | MV         |
| 7   | Cristian Rodríguez     | 30-09-1985    | 5  | 0 | 1 | 0 | 0 | 4 | 1 | CA Peñarol          | MV         |
| 8   | Nahitan Nández         | 28-12-1995    | 5  | 0 | 0 | 0 | 0 | 1 | 4 | CA Boca Juniors     | MV         |
| 9   | Luis Suárez            | 24-01-1987    | 5  | 2 | 0 | 0 | 0 | 0 | 0 | FC Barcelona        | AV         |
| 10  | Giorgian De Arrascaeta | 01-06-1994    | 2  | 0 | 0 | 0 | 0 | 1 | 1 | Cruzeiro EC         | AV         |
| 11  | Cristhian Stuani       | 12-10-1986    | 2  | 0 | 0 | 0 | 0 | 1 | 1 | Girona FC           | AV         |
| 12  | Martín Campaña         | 29-05-1989    | 0  | 0 | 0 | 0 | 0 | 0 | 0 | CA Independiente    | GK         |
| 13  | Gastón Silva           | 05-03-1994    | 0  | 0 | 0 | 0 | 0 | 0 | 0 | CA Independiente    | VD         |
| 14  | Lucas Torreira         | 11-02-1996    | 5  | 0 | 0 | 0 | 0 | 2 | 0 | UC Sampdoria        | MV         |
| 15  | Matías Vecino          | 24-08-1991    | 5  | 0 | 0 | 0 | 0 | 0 | 2 | Internazionale      | MV         |
| 16  | Maximiliano Pereira    | 08-06-1984    | 0  | 0 | 0 | 0 | 0 | 0 | 0 | FC Porto            | VD         |
| 17  | Diego Laxalt           | 07-02-1993    | 4  | 0 | 0 | 0 | 0 | 1 | 0 | Genoa CFC           | MV         |
| 18  | Maximiliano Gómez      | 14-08-1996    | 2  | 0 | 0 | 0 | 0 | 2 | 0 | Celta de Vigo       | AV         |
| 19  | Sebastián Coates       | 07-10-1990    | 1  | 0 | 0 | 0 | 0 | 0 | 0 | Sporting Lissabon   | VD         |
| 20  | Jonathan Urretaviscaya | 19-03-1990    | 1  | 0 | 0 | 0 | 0 | 1 | 0 | CF Monterrey        | AV         |
| 21  | Edinson Cavani         | 14-02-1987    | 4  | 3 | 0 | 0 | 0 | 0 | 2 | Paris Saint-Germain | AV         |
| 22  | Martín Cáceres         | 07-04-1987    | 5  | 0 | 0 | 0 | 0 | 0 | 0 | SS Lazio            | VD         |
| 23  | Martín Silva           | 25-03-1985    | 0  | 0 | 0 | 0 | 0 | 0 | 0 | CR Vasco da Gama    | GK         |

### Wedstrijden
Uruguay slaagde erin zijn drie groepswedstrijden te winnen zonder een tegendoelpunt te incasseren. Dit werd slechts 3 keer voorgedaan. Brazilië deed het in 1986, Italië in 1990 en Argentinië in 1998. In de achtste finale versloeg Uruguay Portugal dankzij twee doelpunten van Edinson Cavani. Enkele dagen later moest Uruguay in de kwartfinale echter zijn meerdere erkennen in Frankrijk.

#### Groepsfase
| Nr. | Land          | GW | W | G | V | DV | DT | DS | Ptn |
| --- | ------------- | -- | - | - | - | -- | -- | -- | --- |
| 1   | Uruguay       | 3  | 3 | 0 | 0 | 5  | 0  | +5 | 9   |
| 2   | Rusland       | 3  | 2 | 0 | 1 | 8  | 4  | +4 | 6   |
| 3   | Saoedi-Arabië | 3  | 1 | 0 | 2 | 2  | 7  | −5 | 3   |
| 4   | Egypte        | 3  | 0 | 0 | 3 | 2  | 6  | −4 | 0   |

|                                               |        |             |         |                                                                                      |
| 15 juni 2018 «onderlinge duels» 17:00 (UTC+5) | Egypte | 0 – 1       | Uruguay | Centraal Stadion, Jekaterinenburg Toeschouwers: 27.015 Scheidsrechter: Björn Kuipers |
| 15 juni 2018 «onderlinge duels» 17:00 (UTC+5) |        | 89' Giménez |         | Centraal Stadion, Jekaterinenburg Toeschouwers: 27.015 Scheidsrechter: Björn Kuipers |

|                                               |            |       |               |                                                                                     |
| 20 juni 2018 «onderlinge duels» 18:00 (UTC+3) | Uruguay    | 1 – 0 | Saoedi-Arabië | Rostov Arena, Rostov aan de Don Toeschouwers: 42.678 Scheidsrechter: Clément Turpin |
| 20 juni 2018 «onderlinge duels» 18:00 (UTC+3) | Suárez 23' |       |               | Rostov Arena, Rostov aan de Don Toeschouwers: 42.678 Scheidsrechter: Clément Turpin |

|                                               |                                             |       |                    |                                                                           |
| 25 juni 2018 «onderlinge duels» 18:00 (UTC+4) | Uruguay                                     | 3 – 0 | Rusland            | Cosmos Arena, Samara Toeschouwers: 41.970 Scheidsrechter: Malang Diedhiou |
| 25 juni 2018 «onderlinge duels» 18:00 (UTC+4) | Suárez 10' Tsjerysjev 23' (e.d.) Cavani 90' |       | 28', 36' Smolnikov | Cosmos Arena, Samara Toeschouwers: 41.970 Scheidsrechter: Malang Diedhiou |

#### Achtste finale
|                                               |                |       |          |                                                                                         |
| 30 juni 2018 «onderlinge duels» 21:00 (UTC+3) | Uruguay        | 2 – 1 | Portugal | Olympisch Stadion Fisjt, Sotsji Toeschouwers: 44.873 Scheidsrechter: César Arturo Ramos |
| 30 juni 2018 «onderlinge duels» 21:00 (UTC+3) | Cavani 7', 62' |       | 55' Pepe | Olympisch Stadion Fisjt, Sotsji Toeschouwers: 44.873 Scheidsrechter: César Arturo Ramos |

#### Kwartfinale
|                           |         |                          |           |                                                                                    |
| 6 juli 2018 17:00 (UTC+3) | Uruguay | 0 – 2                    | Frankrijk | Strelkastadion, Nizjni Novgorod Toeschouwers: 43.319 Scheidsrechter: Néstor Pitana |
| 6 juli 2018 17:00 (UTC+3) |         | 40' Varane 61' Griezmann |           | Strelkastadion, Nizjni Novgorod Toeschouwers: 43.319 Scheidsrechter: Néstor Pitana |

AUF · A-internationals · Selecties · Bondscoaches · Uruguayaans vrouwenelftal · Olympisch elftal · Uruguay U21 · Uruguay U20 · Uruguay U19 · Uruguay U18 · Uruguay U17
1900 – 1909 ·
1910 – 1919 ·
1920 – 1929 ·
1930 – 1939 ·
1940 – 1949 ·
1950 – 1959 ·
1960 – 1969 ·
1970 – 1979 ·
1980 – 1989 ·
1990 – 1999 ·
2000 – 2009 ·
2010 – 2019 ·
2020 – 2029
WK 1930 · 
WK 1950 · 
WK 1954 · 
WK 1962 · 
WK 1966 · 
WK 1970 ·
WK 1974 · 
WK 1986 · 
WK 1990 · 
WK 2002 · 
WK 2010 · 
WK 2014 · 
WK 2018
OS 1924 · 
OS 1928 ·
OS 2012
1902 · 
1903 · 
1904 · 
1905 · 
1906 · 
1907 · 
1908 · 
1909 ·
1910 · 
1911 · 
1912 · 
1913 · 
1914 · 
1915 · 
1916 · 
1917 · 
1918 · 
1919 ·
1920 · 
1921 · 
1922 · 
1923 · 
1924 · 
1925 · 
1926 · 
1927 · 
1928 · 
1929 ·
1930 · 
1931 · 
1932 · 
1933 · 
1934 · 
1935 · 
1936 · 
1937 · 
1938 · 
1939 ·
1940 · 
1941 · 
1942 · 
1943 · 
1944 · 
1945 · 
1946 · 
1947 · 
1948 · 
1949 ·
1950 · 
1951 · 
1952 · 
1953 · 
1954 · 
1955 · 
1956 · 
1957 · 
1958 · 
1959 ·
1960 · 
1961 · 
1962 · 
1963 · 
1964 · 
1965 · 
1966 · 
1967 · 
1968 · 
1969 ·
1970 · 
1971 · 
1972 · 
1973 · 
1974 · 
1975 · 
1976 · 
1977 · 
1978 · 
1979 ·
1980 · 
1981 · 
1982 · 
1983 · 
1984 · 
1985 · 
1986 · 
1987 · 
1988 · 
1989 ·
1990 ·
1991 · 
1992 · 
1993 · 
1994 · 
1995 · 
1996 · 
1997 · 
1998 · 
1999 · 
2000 · 
2001 · 
2002 · 
2003 · 
2004 · 
2005 · 
2006 · 
2007 · 
2008 · 
2009 · 
2010 · 
2011 · 
2012 · 
2013 · 
2014 · 
2015 · 
2016 ·
2017 ·
2018 ·
2019 ·
2020 ·
2021 ·
2022 ·
2023 ·
2024
Algerije ·
Angola ·
Argentinië ·
Australië ·
België ·
Bolivia ·
Brazilië ·
Bulgarije ·
Canada ·
Chili ·
China ·
Colombia ·
Costa Rica ·
Cuba ·
DDR ·
Denemarken ·
Duitsland ·
Ecuador ·
Egypte ·
Engeland ·
Estland ·
 Finland ·
Frankrijk ·
Georgië ·
Ghana ·
Guatemala ·
Haïti ·
Honduras ·
Hongarije ·
Ierland ·
India ·
Indonesië ·
Irak ·
Iran ·
Israël ·
Italië ·
Ivoorkust ·
Jamaica ·
Japan ·
Joegoslavië ·
Jordanië ·
Libië ·
Luxemburg ·
Maleisië ·
Mexico ·
Marokko ·
Nederland ·
Nicaragua ·
Nieuw-Zeeland ·
Nigeria ·
Noord-Ierland ·
Noorwegen ·
Oekraïne ·
Oezbekistan ·
Oman ·
Oostenrijk ·
Panama ·
Paraguay ·
Peru ·
Polen ·
Portugal ·
Roemenië ·
Rusland ·
Saarland ·
Saoedi-Arabië ·
Schotland ·
Senegal ·
Servië & Montenegro ·
Singapore ·
Slovenië ·
Sovjet-Unie ·
Spanje ·
Tahiti ·
Thailand ·
Trinidad en Tobago · 
Tsjechië ·
Tsjecho-Slowakije ·
Tunesië · 
Turkije ·
Venezuela ·
Verenigde Arabische Emiraten ·
Verenigde Staten ·
Wales ·
Zuid-Afrika ·
Zuid-Korea ·
Zweden ·
Zwitserland
Argentinië (1986) ·
België (1990) ·
Brazilië (1950) · 
Colombia (2014) ·
Costa Rica (2014) ·
Denemarken (1986) ·
Denemarken (2002) ·
Duitsland (2010) ·
Egypte (2018) ·
Engeland (2014) ·
Frankrijk (2002) ·
Frankrijk (2010) ·
Frankrijk (2018) ·
Ghana (2010) ·
Italië (1990) ·
Italië (2014) ·
Mexico (2010) ·
Nederland (1974) ·
Nederland (2010) ·
Portugal (2018) ·
Rusland (2018) ·
Saoedi-Arabië (2018) ·
Schotland (1986) ·
Senegal (2002) ·
Spanje (1990) ·
West-Duitsland (1986) ·
Zuid-Afrika (2010) ·
Zuid-Korea (1990) ·
Zuid-Korea (2010)